# Jacek Gutowski
Jacek Gutowski (ur. 25 lipca 1960 w Warszawie, zm. 1 grudnia 1996 tamże) – jeden z najbardziej utytułowanych polskich sztangistów, multimedalista mistrzostw świata i Europy.
Zawodnik Legii Warszawa. Uchodził za jeden z największych talentów, jakie pojawiły się w polskim podnoszeniu ciężarów. Swoje liczne medale międzynarodowe zdobywał w wadze muszej (52 kg). Jako junior zdobył brązowy medal mistrzostw świata w 1979 r. (220 kg) i srebrny mistrzostw Europy (220 kg) oraz złoty na ME 1980 (237,5 kg). 
Wśród seniorów zdobywał srebrne medale w dwuboju podczas MŚ w Lille (1981, z wynikiem 240 kg), MŚ w Moskwie (1983, 250 kg) i MŚ w Sofii (1986, 252,5 kg) oraz brązowe na MŚ w Lublanie (1982, 245 kg) i MŚ w Ostrawie (1987, 247,5 kg). Na mistrzostwach Europy zdobywał srebrne medale w latach 1981 (240 kg), 1983 (250 kg) i 1986 (242,5 kg) oraz brązowe w latach 1980 (225 kg), 1982 (245 kg), 1984 (242,5 kg) i 1990 (237,5). 
Reprezentował Polskę na igrzyskach olimpijskich w Seulu w 1988 roku, gdzie zajął w wadze muszej piąte miejsce, z wynikiem 247,5 kg. Był rekordzistą świata w rwaniu kat. muszej (115 kg w 1982 r.) i wielokrotnie ustanawiał rekordy Polski. 7-krotnie zdobył tytuł mistrza Polski: w. musza – 1981, 1983; w. kogucia (56 kg) – 1985-1987, 1990, 1992.
Zmarł nagle 1 grudnia 1996 roku w Warszawie. Miał żonę i syna.